# NGC 3682
NGC 3682 је лентикуларна галаксија у сазвежђу Змај која се налази на NGC листи објеката дубоког неба.
Деклинација објекта је + 66° 35' 27" а ректасцензија 11h 27m 41,3s. Привидна величина (магнитуда) објекта NGC 3682 износи 12,4 а фотографска магнитуда 13,3. NGC 3682 је још познат и под ознакама UGC 6459, MCG 11-14-27, CGCG 314-29, KARA 481, IRAS 11247+6651, PGC 35266.